# Оксид хрому(VI)
Хром(VI) окси́д, окси́д хро́му(VI) — неорганічна сполука, оксид складу CrO3. За звичайних умов є темно-червоними, парамагнітними кристалами. При нагріванні переходить у газуватий стан і розкладається. Проявляє сильні окисні та кислотні властивості.
Застосовується як окисник в органічному синтезі та в медицині як антисептик.

## Поширення у природі

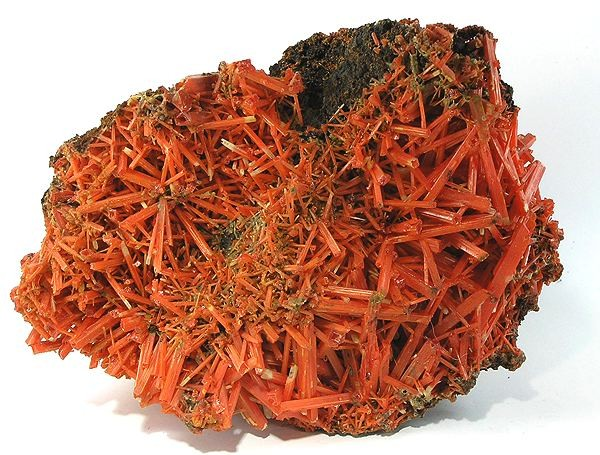
Мінерал крокоїт

У вільному стані оксид хрому не зустрічається. Він поширений у складі деяких природних хроматів та дихроматів, зокрема, крокоїту PbCrO4, хроматиту CaCrO4 та лопециту K2Cr2O7.

## Фізичні властивості
Оксид хрому(VI) являє собою темно-червоні (з фіолетовим відтінком), парамагнітні кристали. При нагріванні вище 250 °C перетворюється на червону пару. За підвищених температур поступово розкладається із виділенням кисню.
Розчинність сполуки у воді мало залежить від температури: при 0 °C розчинність складає 62,2 %, а при 100 °C — 67,9 %.

## Отримання
Оксид хрому синтезують дією води на хроміл хлорид, а також обробкою концентрованих розчинів хроматів, дихроматів надлишком конц. сульфатної або гексафлуоросилікатної кислот.
{\displaystyle \mathrm {CrO_{2}Cl_{2}+H_{2}O\leftrightarrows CrO_{3}+2HCl} }
{\displaystyle \mathrm {K_{2}CrO_{4}+2H_{2}SO_{4}(conc.){\xrightarrow {75-90^{o}C}}CrO_{3}+2KHSO_{4}+H_{2}O} }
{\displaystyle \mathrm {K_{2}Cr_{2}O_{7}+H_{2}SO_{4}(conc.)\rightarrow 2CrO_{3}+K_{2}SO_{4}+H_{2}O} }
{\displaystyle \mathrm {K_{2}CrO_{4}+H_{2}[SiF_{6}]\rightarrow CrO_{3}+K_{2}[SiF_{6}]+H_{2}O} }

## Хімічні властивості
Оксид хрому є нестійкою сполукою, при нагріванні поетапно розкладається з утворенням оксидів CrO2,67 (або Cr3O8, будова (CrV2CrVI)O8), CrO2,625 (або Cr8O21, будова CrIII2(Cr2O7)3), CrO2,5 (або Cr2O5), CrO2,4 (або Cr5O12, будова CrIII2(CrO4)3), CrO2, Cr2O3.
{\displaystyle \mathrm {CrO_{3}{\xrightarrow {220^{o}C}}CrO_{2,67}+O_{2}} }
{\displaystyle \mathrm {CrO_{2,67}{\xrightarrow {280^{o}C}}[CrO_{2,625}+CrO_{2,5}+CrO_{2,4}]+O_{2}{\xrightarrow {370^{o}C}}CrO_{2}+O_{2}} }
{\displaystyle \mathrm {4CrO_{2}{\xrightarrow {500^{o}C}}2Cr_{2}O_{3}+O_{2}} }
Проявляє сильні кислотні властивості. Розчиняючись у воді, утворює дихроматну кислоту, а при її концентруванні — трихроматну (H2Cr3O10) і тетрахроматну (H2Cr4O13) кислоти. При розведенні розчинів ці кислоти можуть деградувати до хроматної.
{\displaystyle \mathrm {nCrO_{3}+H_{2}O{\xrightarrow {}}H_{2}Cr_{n}O_{3n+1}} } (n = 2÷4)
Оксид взаємодіє з розчинами лугів та амоніаку:
{\displaystyle \mathrm {CrO_{3}+2NaOH\rightarrow Na_{2}CrO_{4}+H_{2}O} }
{\displaystyle \mathrm {2CrO_{3}+2NH_{4}OH\rightarrow (NH_{4})_{2}Cr_{2}O_{7}+H_{2}O} }
Хлороводень та концентровані розчини хлоридної кислоти утворюють оксидом хрому хроміл хлорид:
{\displaystyle \mathrm {CrO_{3}+2HCl\rightarrow CrO_{2}Cl_{2}+H_{2}O} }
Взаємодіючи з флуором, утворює хром(V) флуорид:
{\displaystyle \mathrm {2CrO_{3}+5F_{2}{\xrightarrow {>300^{o}C}}2CrF_{5}+3O_{2}} }
Окиснює багато ковалентних сполук (у розчинах):
{\displaystyle \mathrm {2CrO_{3}+3H_{2}S\rightarrow 2Cr(OH)_{3}+2S\downarrow } }

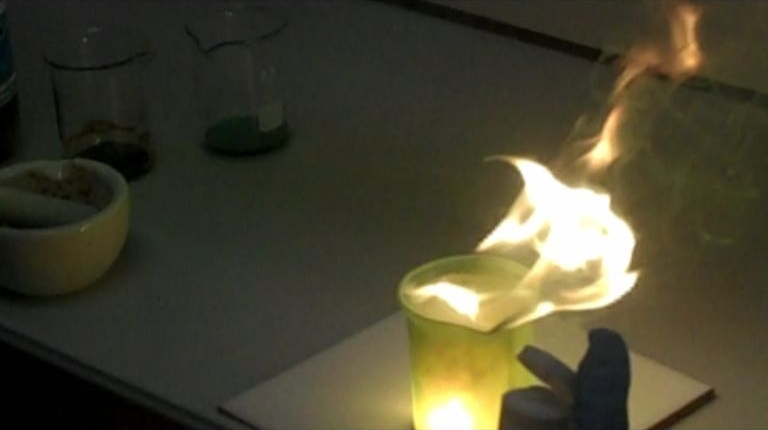
Окиснення етанолу оксидом хрому(VI)

Окисні властивості оксиду використовуються в органічній хімії — наприклад, для синтезу альдегідів та кетонів з первинних та вторинних спиртів відповідно. У той час, як реакція із вторинними спиртами зупиняється на стадії утворення кетонів, альдегіди далі окиснюються до карбонових кислот.
{\displaystyle \mathrm {3RCH_{2}OH+4CrO_{3}+12H^{+}\rightarrow 3RCOOH+4Cr^{3+}+9H_{2}O} }
{\displaystyle \mathrm {3R^{1}(CHOH)R^{2}+2CrO_{3}+6H^{+}\rightarrow 3R^{1}(CO)R^{2}+2Cr^{3+}+6H_{2}O} }
Реакція проходить надзвичайно енергійно, можливе навіть самозаймання реакційної суміші.

## Токсичність
Оксид хрому — отруйна речовина. При вдиханні оксиду (у газуватому стані) можлива поява болю у горлі, кашлю, утрудненого дихання.
Твердий CrO3 є дуже їдкою речовиною. Потрапляючи у стравохід, може спричинити серйозні опіки рота, горла і шлунку, що призводить до смерті. Може призвести до сильного гастроентериту, судом м'язів, аномальної кровотечі, гарячки, ураження печінки та гострої ниркової недостатності.
Доза понад 0,6 г є летальною.

## Застосування
Використовується як ефективний окисник у хімічних синтезах та антисептик у медицині. Застосовується як пігмент у виготовленні кераміки та скла.